# Пакри (острова)
Па́кри (эст. Pakri saared, швед. Rågöarna) — группа островов в Балтийском море. Административно острова Пакри входят в состав города Палдиски уезда Харьюмаа в Эстонии.

## Название
Шведское название островов Рогё (Rågöarna — Ржаные острова).
В Российской империи острова носили название Рог, или Роогэ. Также использовалось название Рогге.
Меньший по площади западный остров называется Большим Пакри (эст. Suur-Pakri), а более крупный восточный — Малым Пакри (эст. Väike-Pakri). Это вызвано тем, что западный остров был освоен шведскими поселенцами первым, имел большее население и больше пахотных земель.

## География
Включает два крупных острова: на востоке — Вяйке-Пакри (эст. Väike-Pakri, швед. Lilla Rågö; площадь 12,9 км²), на западе — Суур-Пакри (эст. Suur-Pakri, швед. Stora Rågö; 11,6 км²), а также ряд небольших островков, крупнейшие из которых — Лонггунд (0,1 км²), Каппа (0,04 км²). Острова Суур-Пакри, Лонггунд и Вяйке-Пакри соединены построенной в 1952 году дамбой. На территории крупных островов прослеживается Балтийско-Ладожский уступ, достигающий на Вяйке-Пакри высоты 14 м.
Острова отделены от материка с юга водами пролива Курксисалме (ширина около 3 км) с востока — заливом Палдиски (ранее Рогервик, ширина около 3 км, глубина до 20 м).
Часть территории островов входит в состав природного парка Пакри.

## История
В 1345 году на западном острове обосновались шведские поселенцы, выкупившие землю у монастыря Падизе.
Во времена первой Эстонской республики острова образовывали отдельную волость. В 1934 году на островах в пяти деревнях жило 354 человека, почти все шведы, а также 13 немцев.

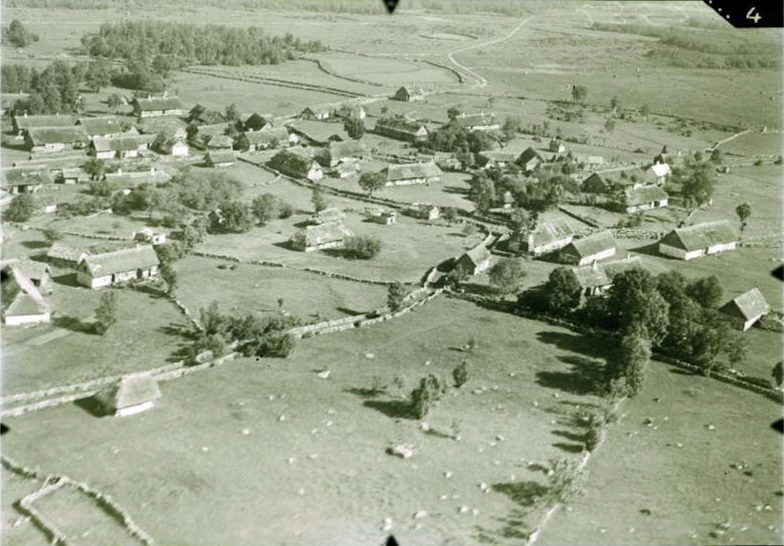
Аэрофото деревни на острове Вяйке-Пакри, 1934 год

В 1940-х годах большинство населения покинуло острова, переселившись в Швецию. Но на Вяйке-Пакри в деревне Вяйкекюла несколько жителей проживало до 1965 года.
Во время Второй мировой войны на острове действовали две советские береговые батареи — одна на Вяйке-Пакри (Малый Рогге), другая на Суур-Пакри (Большой Рогге).
В послевоенный период на островах располагался военный полигон, территория использовалась для бомбометания.
К 1997 году была очищена от неразорвавшихся бомб и снарядов большая часть островов, но на западном острове Суур-Пакри и сейчас не рекомендуется покидать побережье и тропы.
Часть территории островов была включена в состав природного парка Пакри, другая часть земель по закону о реституции была возвращена владельцам времён Эстонской республики.
В 2004 году на островах снова появилось постоянное население — репатриант из Швеции, родившийся здесь в годы Второй Мировой войны, стал восстанавливать родительскую ферму на Вяйке-Пакри.
В конце 2000-х годов в прессе появилась информация о возможных геологических исследованиях на островах для выяснения возможности строительства АЭС, а также негативной реакции общественности на такие планы.

## Население
С середины XIV до середины XX века острова имели шведское население. В настоящее время Суур-Пакри необитаем, на Вяйке-Пакри по состоянию на 2009 год постоянно проживали 6 человек.

## Галерея

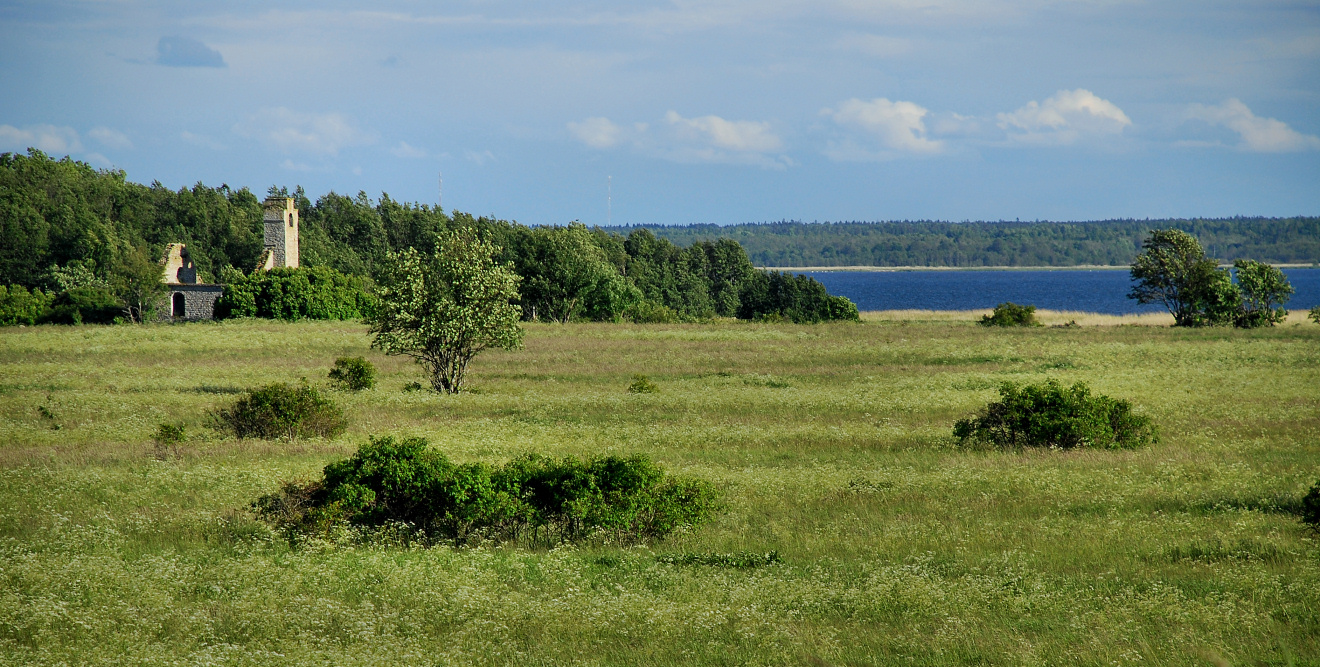
Пейзаж с заброшенной кирхой на Суур-Пакри
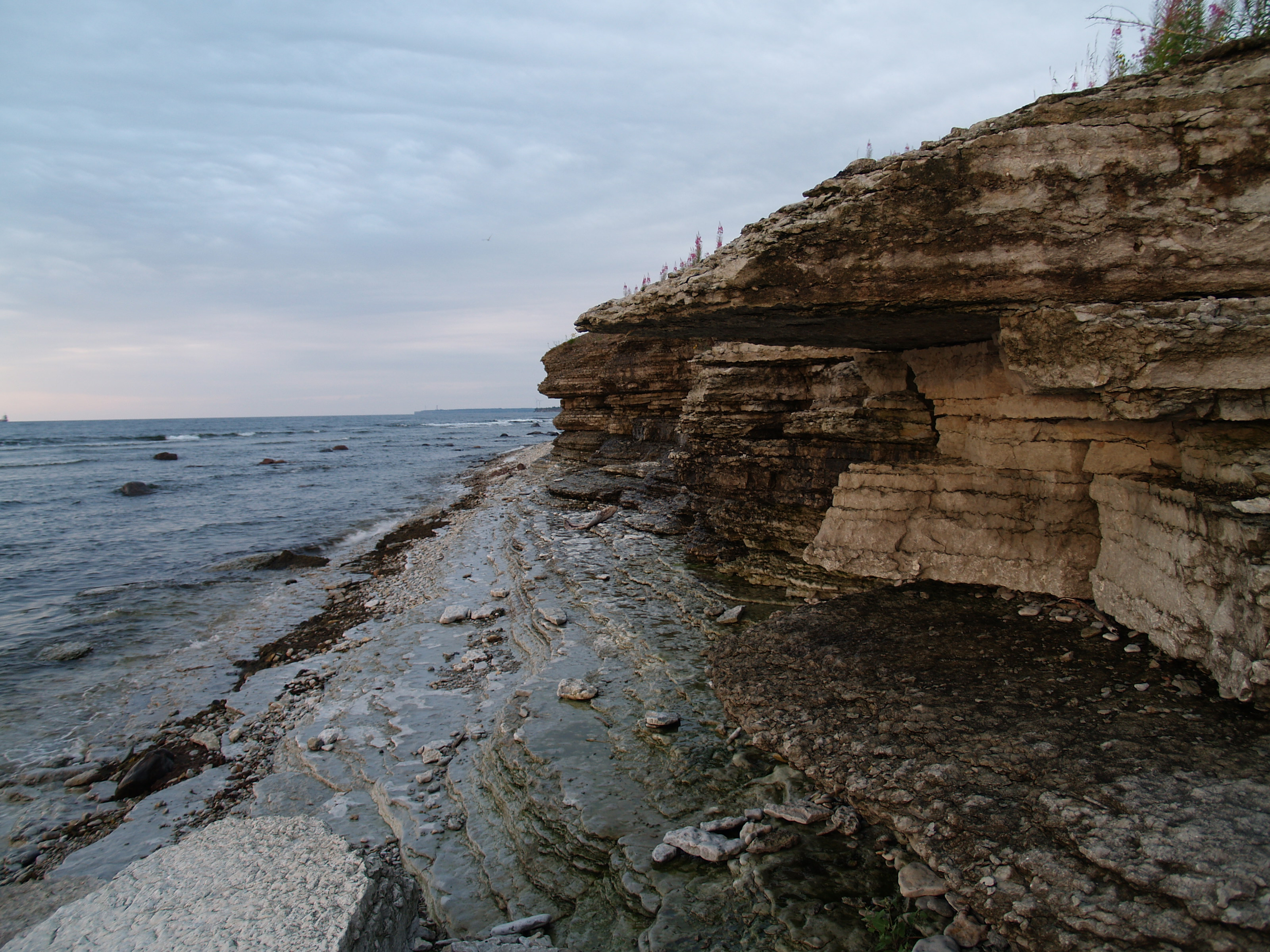
Обрывистый берег Суур-Пакри
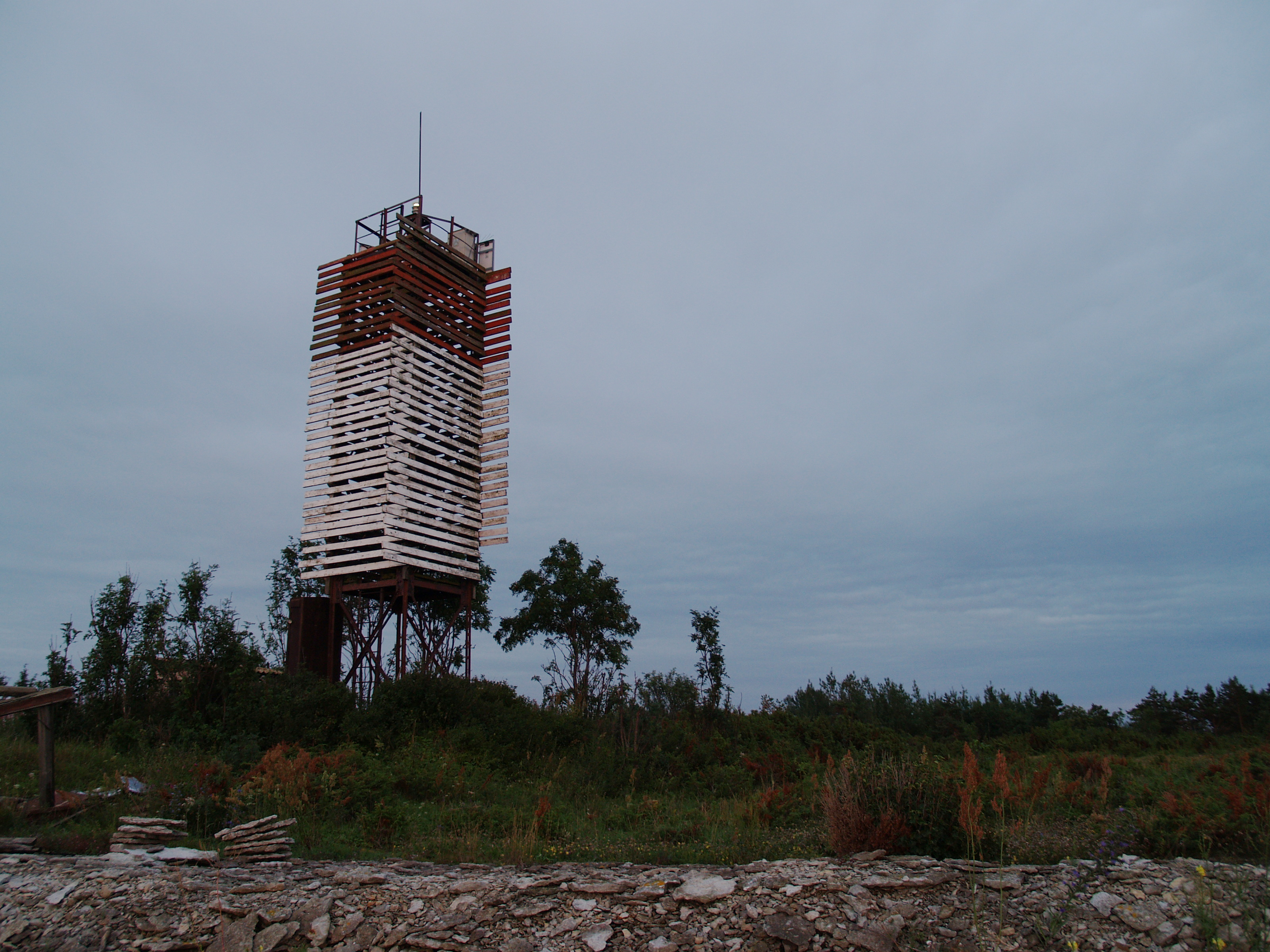
Маяк на Суур-Пакри
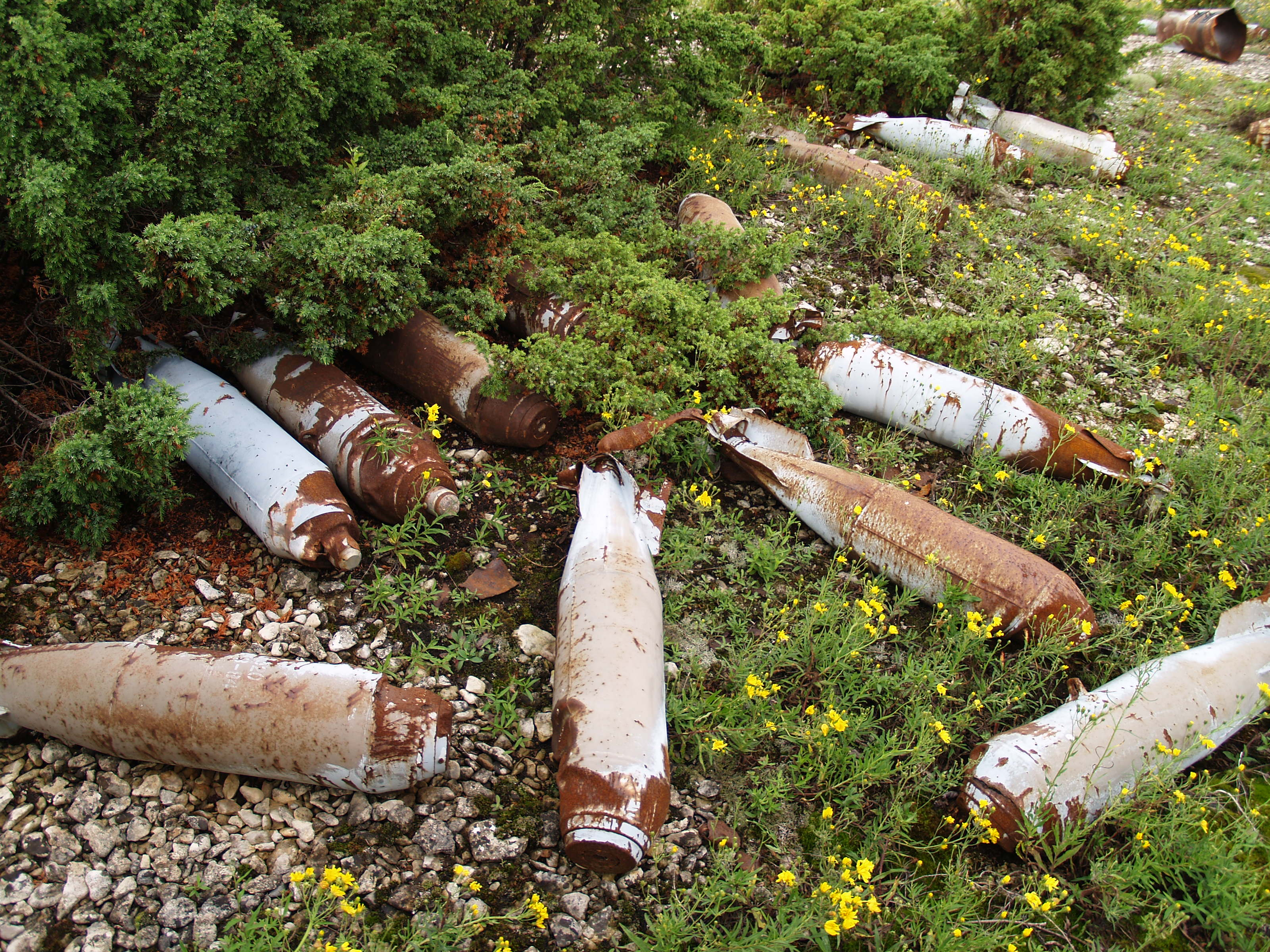
Авиабомбы на Суур-Пакри — наследие советского военного полигона
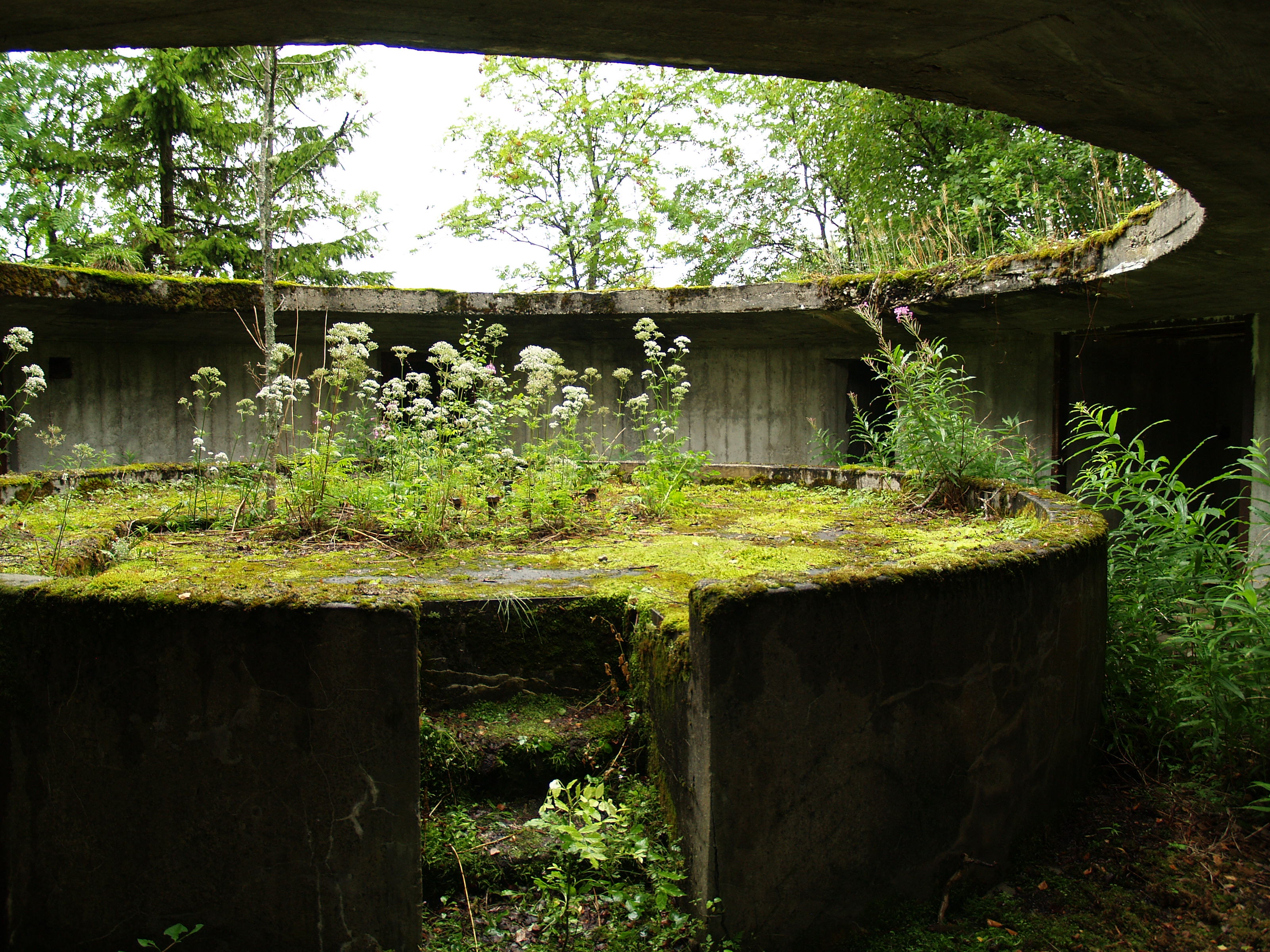
Остатки береговой батареи времён второй мировой войны на Вяйке-Пакри
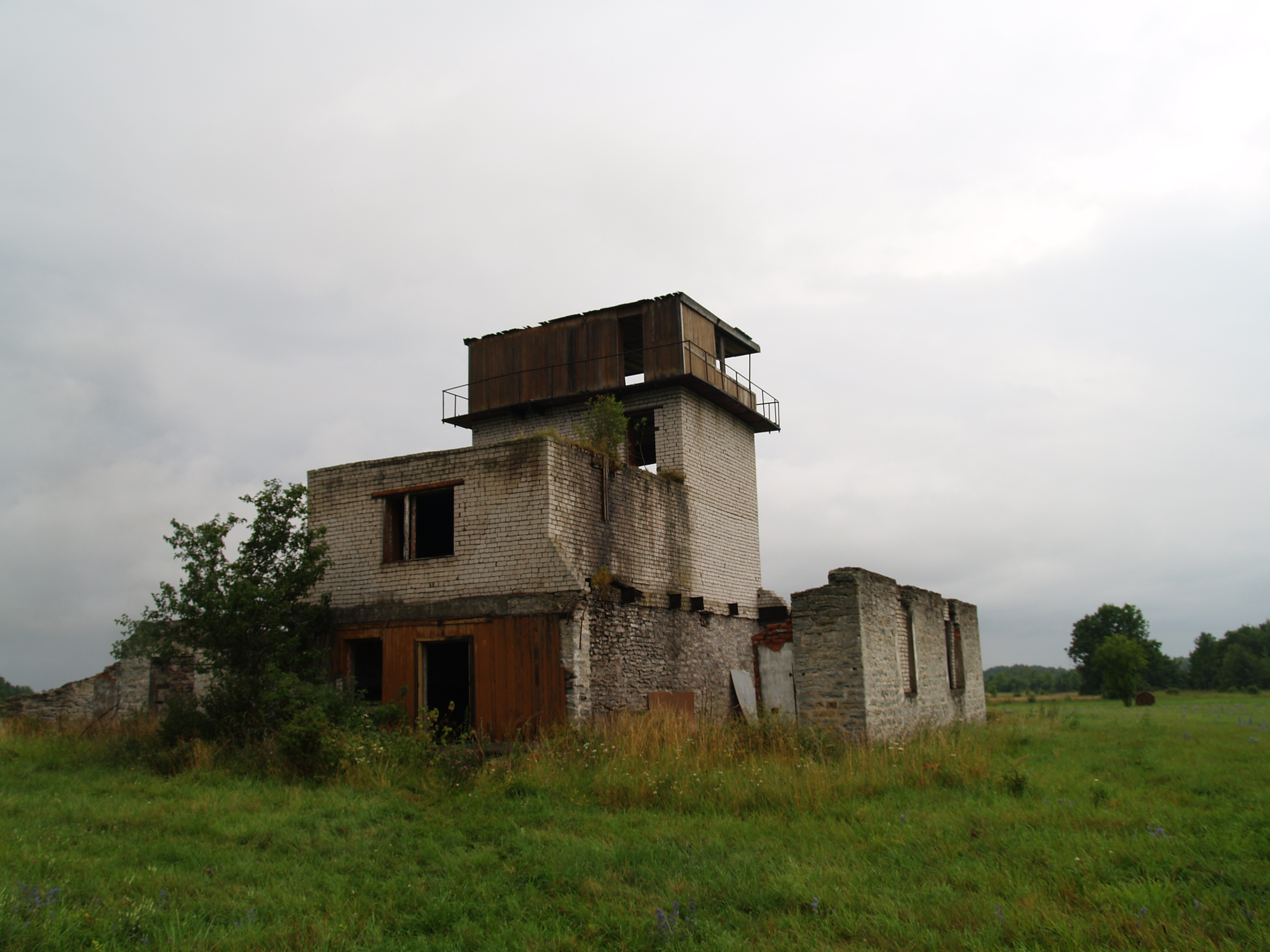
Руины советской воинской части на Вяйке-Пакри
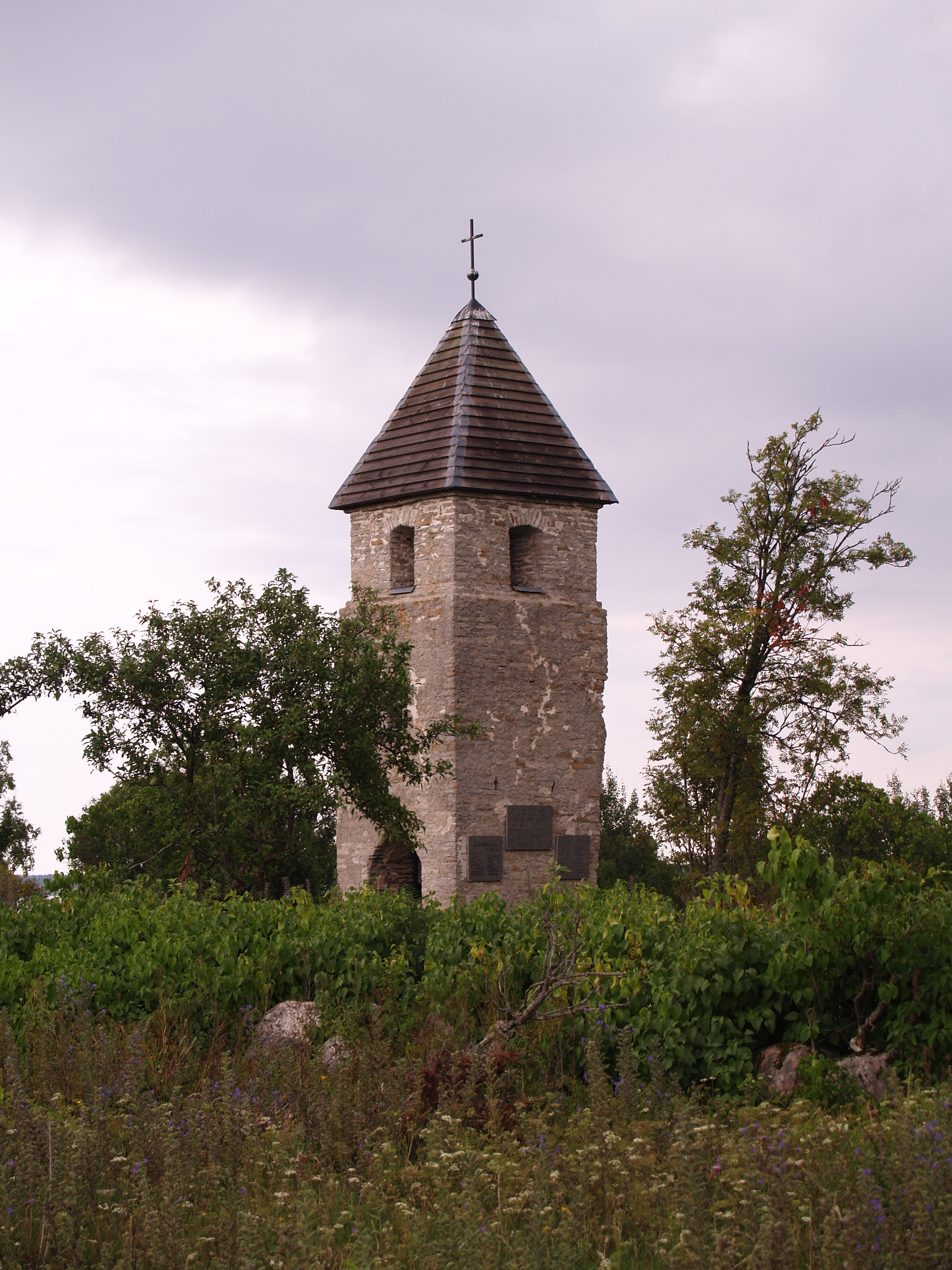
Кирха на Вяйке-Пакри, современное состояние
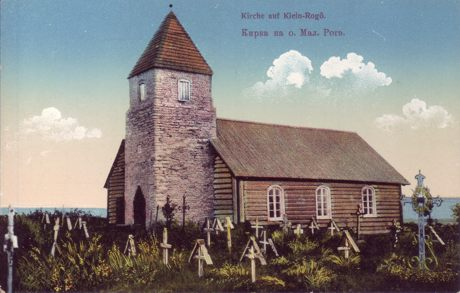
Кирха на Вяйке-Пакри, старая открытка
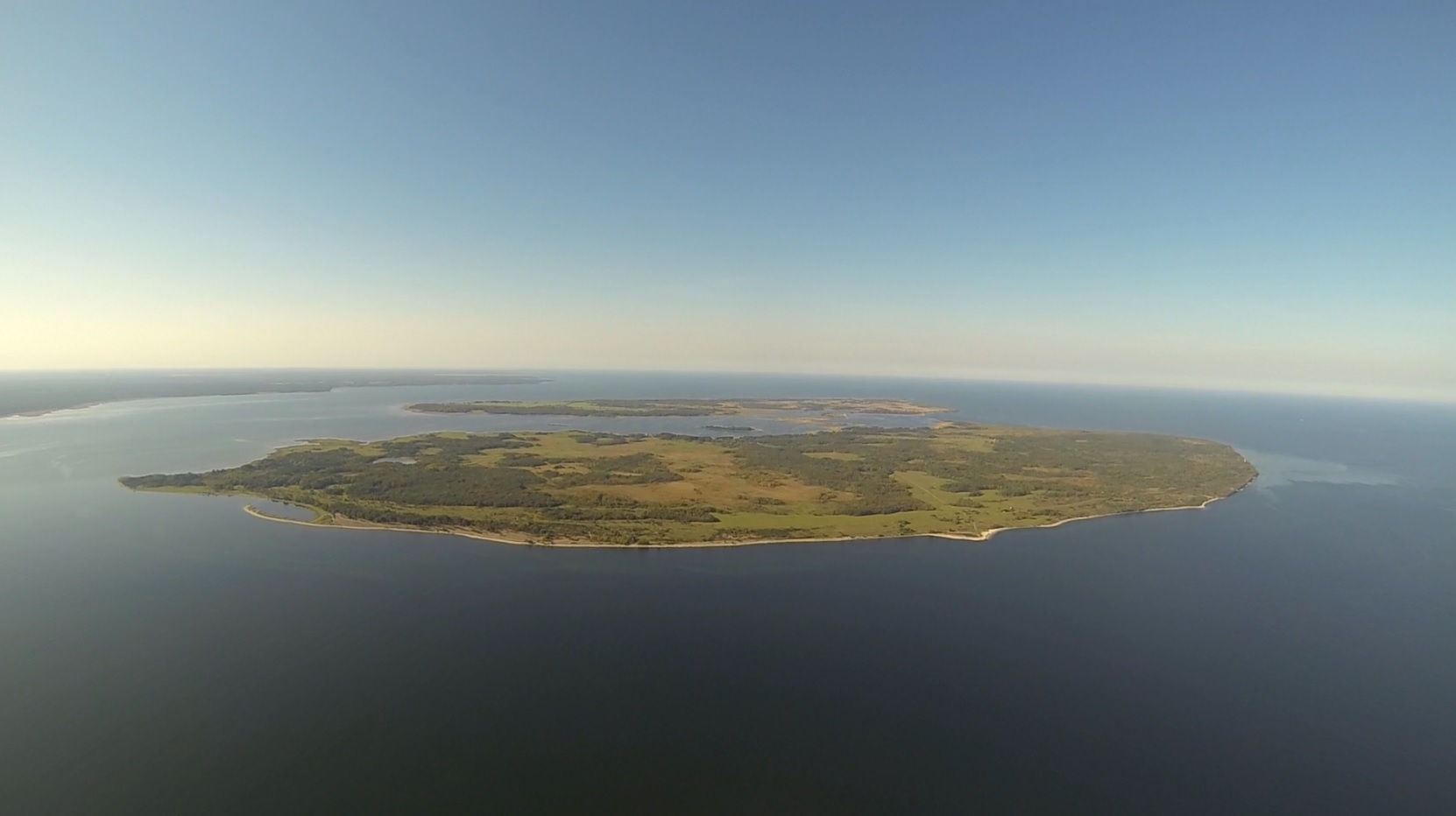
Вяйке-Пакри и Суур-Пакри
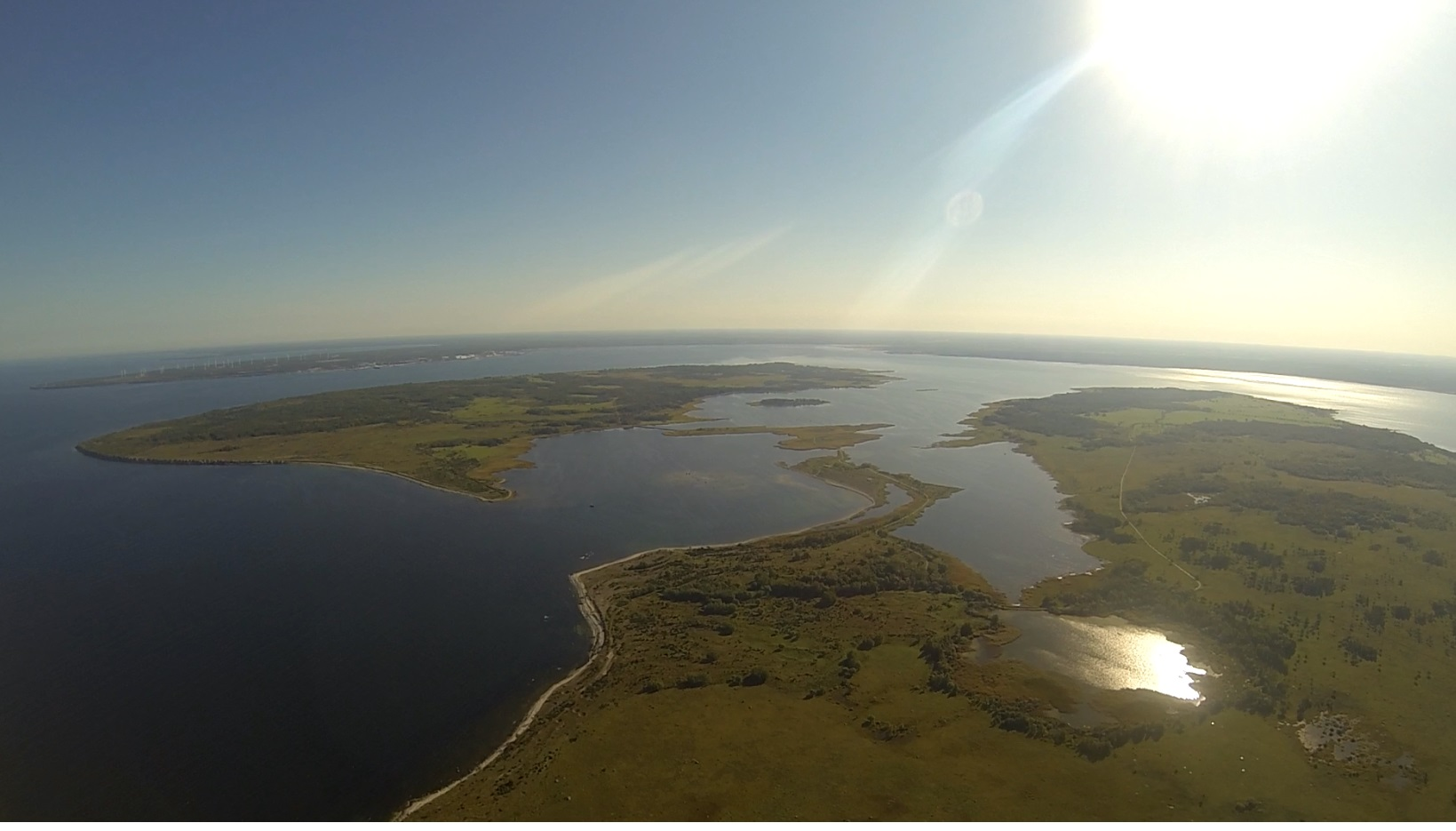
Вяйке-Пакри
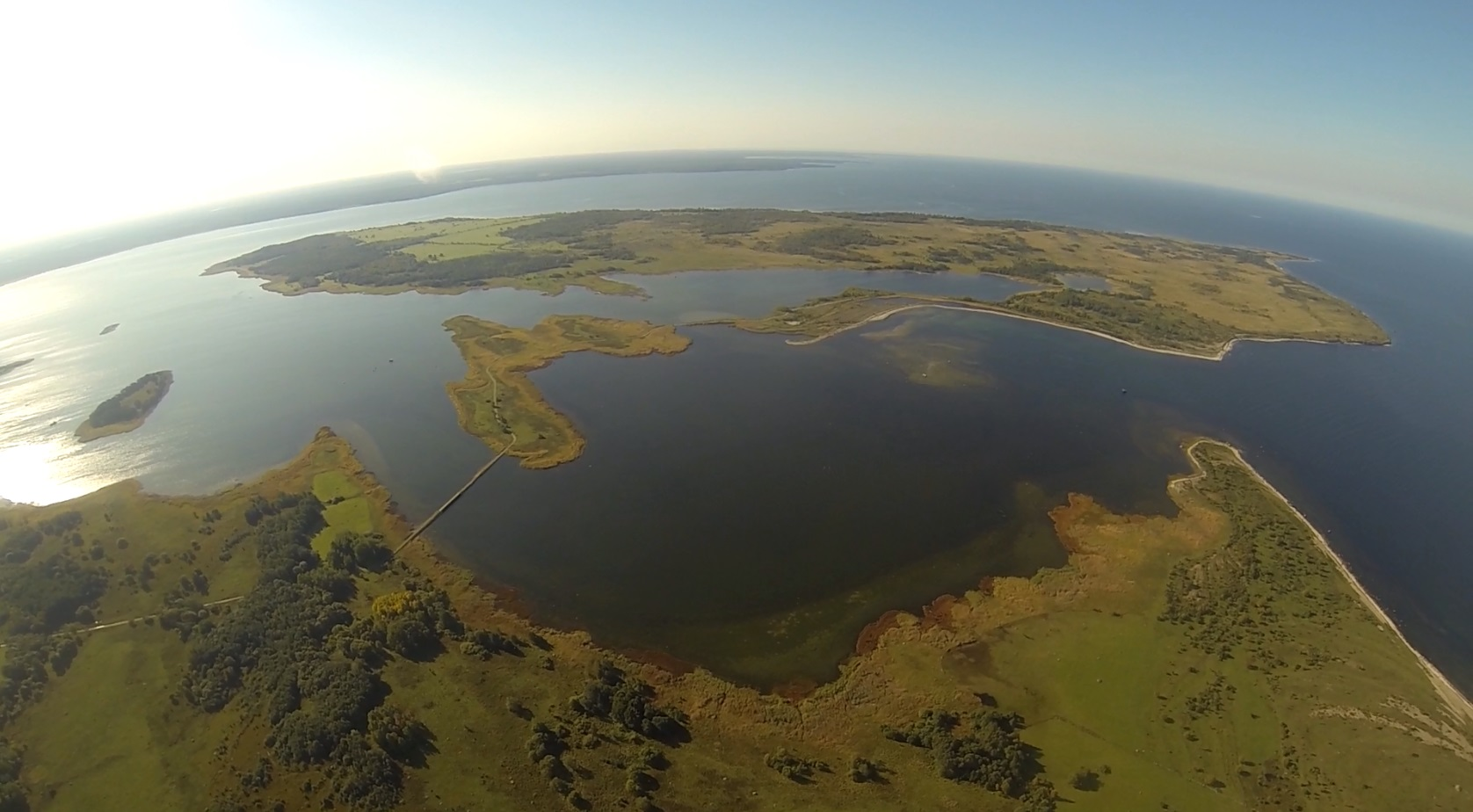
Суур-Пакри